# Sigle
Een sigle is in de editiewetenschap een symbool dat een editeur toekent aan een documentaire bron van het werk dat hij editeert. Een sigle is makkelijk te gebruiken in een variantenapparaat en geeft enige informatie over de aard van de documentaire bron.

## Basissiglen
De basissiglen die in Nederland gebruikt worden door het Huygens Instituut voor Nederlandse Geschiedenis zijn als volgt:
- M = Manuscript (waaronder ook begrepen een typoscript of computerprint van de auteur)
- T = Periodiek (een publicatie in een krant, tijdschrift, jaarboek)
- P = Drukproef
- D = Druk
- G = Geluidsregistratie
- B = Beeldregistratie

## Chronologie
De volgorde van de siglen geeft het chronologische ontstaan van de documentaire bronnen aan. In het geval er meerdere versies zijn, bijvoorbeeld meerdere drukken, wordt met cijfers gewerkt: D1, D2 enzovoort.

## Bron
Mathijsen, Marita (2010). Naar de letter. Handboek editiewetenschap, online